# Lakeland South
Lakeland South és una concentració de població designada pel cens dels Estats Units a l'estat de Washington. Segons el cens del 2000 tenia 11.436 habitants.

## Demografia
Segons el cens del 2000, Lakeland South tenia 11.436 habitants, 4.135 habitatges, i 3.163 famílies. La densitat de població era de 816,2 habitants per km².
Dels 4.135 habitatges en un 38,2% hi vivien nens de menys de 18 anys, en un 64,5% hi vivien parelles casades, en un 8% dones solteres, i en un 23,5% no eren unitats familiars. En el 17,4% dels habitatges hi vivien persones soles el 5,4% de les quals corresponia a persones de 65 anys o més que vivien soles. El nombre mitjà de persones vivint en cada habitatge era de 2,76 i el nombre mitjà de persones que vivien en cada família era de 3,12.
Per edats la població es repartia de la següent manera: un 27,6% tenia menys de 18 anys, un 6,8% entre 18 i 24, un 33% entre 25 i 44, un 23,5% de 45 a 60 i un 9,1% 65 anys o més.
L'edat mediana era de 36 anys. Per cada 100 dones de 18 o més anys hi havia 100,9 homes.
La renda mediana per habitatge era de 62.529 $ i la renda mediana per família de 64.223 $. Els homes tenien una renda mediana de 48.584 $ mentre que les dones 34.398 $. La renda per capita de la població era de 26.833 $. Aproximadament el 4,3% de les famílies i el 5,3% de la població estaven per davall del llindar de pobresa.

## Poblacions més properes
El següent diagrama mostra les poblacions més properes.